# Talopsus albastum
Talopsus albastum är en insektsart som beskrevs av Medler 1989. Talopsus albastum ingår i släktet Talopsus och familjen Flatidae. Inga underarter finns listade i Catalogue of Life.